# Joanna (Sängerin)

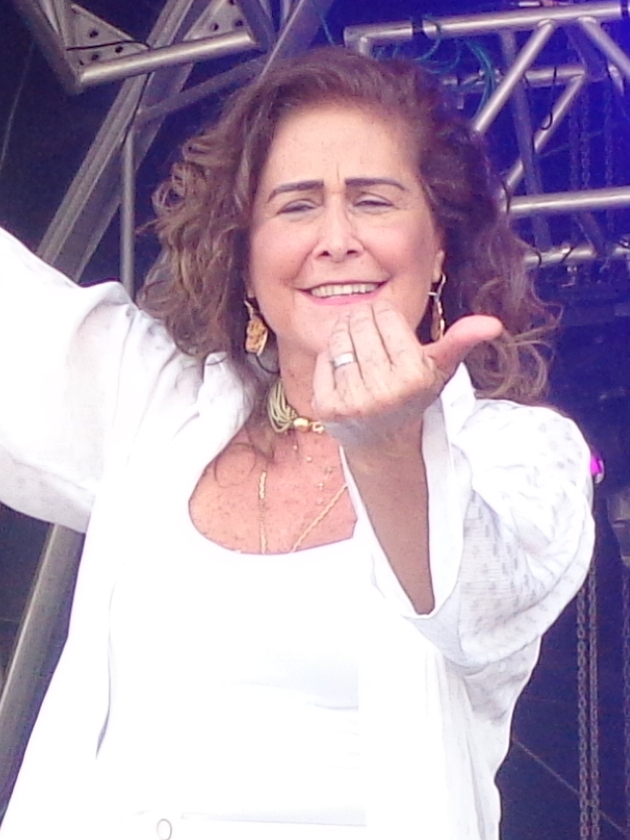
Joanna (2022)

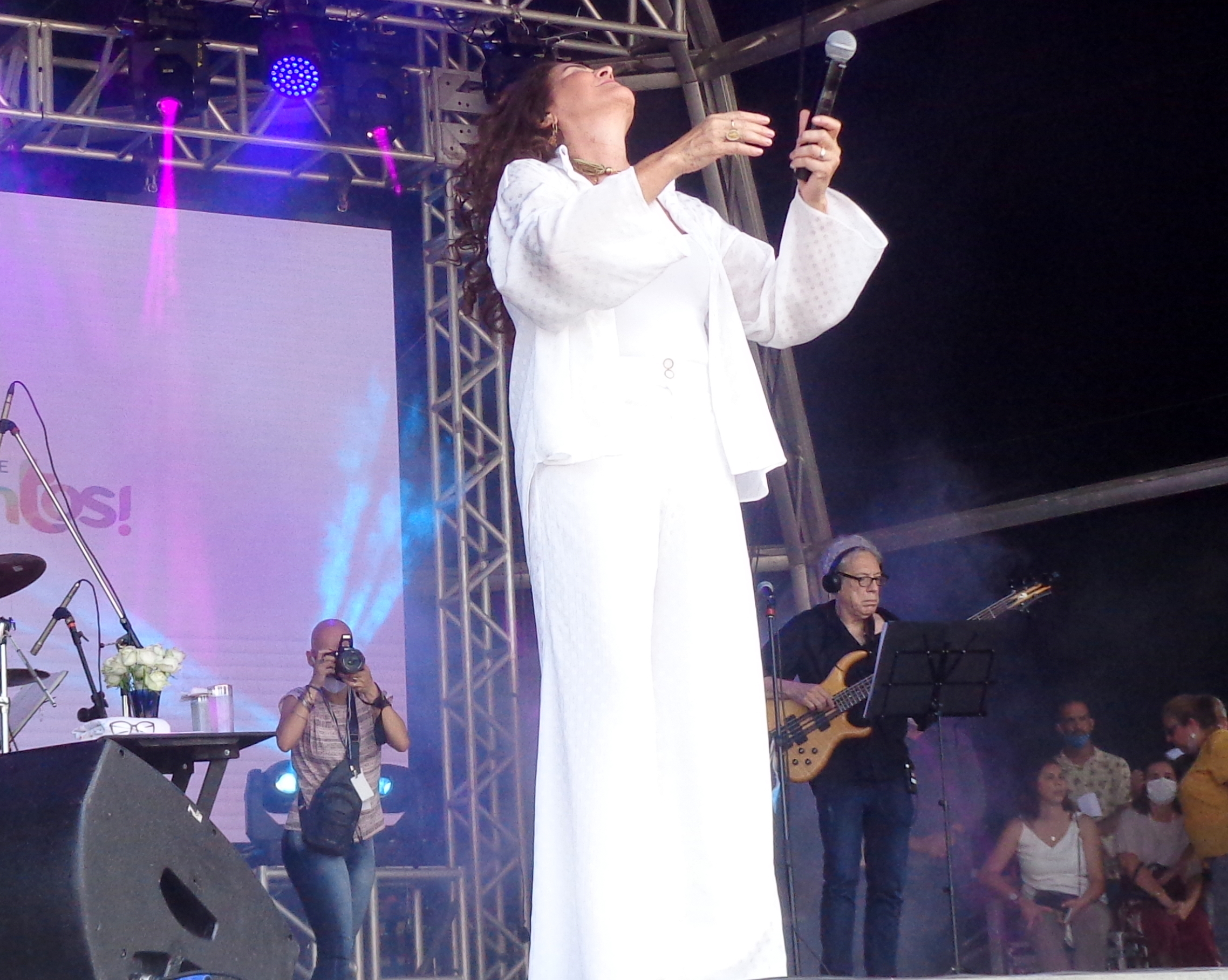
Joanna während der Live-Performance (Januar 2022).

Joanna (* 27. Januar 1957 in Rio de Janeiro; eigentlich Maria de Fátima Gomes Nogueira) ist eine brasilianische Pop-Sängerin und Komponistin, die auch außerhalb ihres Heimatlandes in der portugiesisch- und spanischsprechenden Welt bekannt ist.

## Leben
Die in den Außenbezirken Rio de Janeiros aufgewachsene Joanna machte ihre ersten Gehversuche als Sängerin auf Festivals und in Clubs im Hinterland des gleichnamigen Bundesstaates. Nach ihrem Erfolg in der Talentshow A Grande Chance des Fernsehsenders Rede Bandeirantes erhielt sie einen Plattenvertrag und 1979 erschien ihre erste LP Nascente mit dem Lied Descaminhos, das ihr erster größerer Erfolg wurde.
In den folgenden Jahren veröffentlichte Joanna zahlreiche weitere Alben und trat auch als Sängerin und Komponistin von Liedern zu Telenovelas in Erscheinung. Hits in jenen Jahren waren Espelho, Brilhante, Momentos, Quarto de Hotel und Uma Canção de Amor.
In den 1980er-Jahren war Joanna auch Teil von Wohltätigkeitsveranstaltungen jener Zeit, wie beispielsweise bei der brasilianischen Version von We Are the World und O Projeto Nordeste Já, einer Hilfsaktion zugunsten des dürregeplagten Nordostens von Brasilien.
Ihre 1986 auf den Markt gekommene, ihren Namen tragende LP wurde mit 600.000 verkauften Exemplaren ihr größter Erfolg und beinhaltete unter anderem Titel wie Amanhã Talvez, Delícia Nua und Sozinha. Die Scheibe machte ihren Namen auch in anderen lateinamerikanischen und europäischen Ländern zum Begriff und sah sie bald auf zahlreichen internationalen Tourneen und verhalf ihr zu zahlreichen Preisen.
In den 1990er Jahren wurde ihr Stil weniger kommerziell und Joanna engagierte sich in ambitionierteren Projekten. Ihr 1994 veröffentlichtes Album Joanna Canta Lupicínio, ein Tribut an den Komponisten Lupicínio Rodrigues, wurde mit 400.000 verkauften Ausgaben aber auch kommerziell ein Erfolg. In ihrem 1997 veröffentlichten Album Joanna Em Samba-Canção präsentierte sie Erfolge dieses Genres in ihrem markanten Stil. Ihr 1998 auf Spanisch aufgenommenes Album Intimidad wurde eine Viertelmillion Mal verkauft und somit auch zum Erfolg.
Joanna nimmt weiterhin CDs auf und tritt auch nach wie vor auf Tourneen im In- und Ausland auf.

## Diskografie
- 1979 – Nascente
- 1980 – Estrela Guia
- 1981 – Chama
- 1982 – Vidamor
- 1983 – Brilho e Paixão
- 1984 – Joanna
- 1985 – Joanna
- 1986 – Joanna
- 1988 – Joanna
- 1989 – Primaveras e Verões (BR: Gold)[1]
- 1991 – Joanna (BR: Gold)
- 1993 – Alma, Coração e Vida
- 1994 – Joanna Canta Lupicínio (BR: Gold)
- 1995 – Sempre No Meu Coração
- 1997 – Joanna Em Samba-Canção (BR: Gold)
- 1998 – Intimidad (spanisch, BR: Gold)
- 1999 – Joanna 20 Anos (live)
- 2001 – Eu Estou Bem
- 2002 – Joanna Em Oração (live)
- 2003 – Todo Acústico
- 2004 – Joanna 25 Anos Entre Amigos
- 2006 – Joanna Ao Vivo Em Portugal (live)
- 2007 – Joanna Em Pintura Íntima Ao Vivo (live)